# Le Buisson (Lozère)
Pour les articles homonymes, voir Le Buisson.
Le Buisson est une commune française, située dans l'ouest du département de la Lozère en région Occitanie.
Exposée à un climat de montagne, elle est drainée par la Crueize, le ruisseau de Merdaric, le ruisseau de Sinières et par divers autres petits cours d'eau. Incluse dans le parc naturel régional de l'Aubrac, la commune possède un patrimoine naturel remarquable : un site Natura 2000 (le « plateau de l'Aubrac ») et trois zones naturelles d'intérêt écologique, faunistique et floristique.
Le Buisson est une commune rurale qui compte 221 habitants en 2022, après avoir connu un pic de population de 846 habitants en 1831. Elle fait partie de l'aire d'attraction de Marvejols. Ses habitants sont appelés les Buissonnets ou Buissonnettes.

## Géographie

### Localisation
Commune située dans le Massif central, aux monts d'Aubrac, sur la Crueize.

### Communes limitrophes
Les communes limitrophes sont Saint-Léger-de-Peyre, Antrenas, Saint-Laurent-de-Muret, Prinsuéjols-Malbouzon et Peyre en Aubrac.
| Prinsuéjols-Malbouzon  |            | Peyre en Aubrac      |
|                        | du Buisson | Saint-Léger-de-Peyre |
| Saint-Laurent-de-Muret | Antrenas   |                      |

### Climat
Pour des articles plus généraux, voir Climat de l'Occitanie et Climat de la Lozère.
En 2010, le climat de la commune est de type climat de montagne, selon une étude s'appuyant sur une série de données couvrant la période 1971-2000. En 2020, Météo-France publie une typologie des climats de la France métropolitaine dans laquelle la commune est exposée à un climat de montagne ou de marges de montagne et est dans la région climatique Sud-est du Massif Central, caractérisée par une pluviométrie annuelle de 1 000 à 1 500 mm, minimale en été, maximale en automne.
Pour la période 1971-2000, la température annuelle moyenne est de 7,7 °C, avec une amplitude thermique annuelle de 15,9 °C. Le cumul annuel moyen de précipitations est de 1 003 mm, avec 10,6 jours de précipitations en janvier et 6,6 jours en juillet. Pour la période 1991-2020, la température moyenne annuelle observée sur la station météorologique installée sur la commune est de 8,0 °C et le cumul annuel moyen de précipitations est de 875,6 mm,. Pour l'avenir, les paramètres climatiques de la commune estimés pour 2050 selon différents scénarios d'émission de gaz à effet de serre sont consultables sur un site dédié publié par Météo-France en novembre 2022.
| Mois                                  | jan.           | fév.           | mars           | avril          | mai           | juin          | jui.          | août          | sep.          | oct.          | nov.           | déc.           | année      |
| ------------------------------------- | -------------- | -------------- | -------------- | -------------- | ------------- | ------------- | ------------- | ------------- | ------------- | ------------- | -------------- | -------------- | ---------- |
| Température minimale moyenne (°C)     | −2,8           | −3,2           | −0,9           | 1,8            | 4,9           | 8,4           | 10,4          | 10            | 7,1           | 4,9           | 1,1            | −2             | 3,3        |
| Température moyenne (°C)              | 0,3            | 0,5            | 3,5            | 6,8            | 10            | 14,1          | 16,8          | 16,3          | 12,8          | 9,2           | 4,3            | 1,3            | 8          |
| Température maximale moyenne (°C)     | 3,5            | 4,3            | 7,8            | 11,8           | 15,1          | 19,9          | 23,3          | 22,6          | 18,4          | 13,4          | 7,5            | 4,6            | 12,7       |
| Record de froid (°C) date du record   | −18,6 19.01.17 | −18,4 28.02.18 | −12,5 09.03.10 | −11,1 08.04.21 | −5,5 07.05.19 | −1,2 13.06.19 | 3,3 02.07.22  | 1,7 08.08.23  | −1,6 09.09.19 | −6,1 28.10.12 | −10,9 28.11.13 | −16,2 18.12.10 | −18,6 2017 |
| Record de chaleur (°C) date du record | 18,2 01.01.22  | 20,6 26.02.19  | 20,3 29.03.23  | 22,7 09.04.11  | 29,9 21.05.22 | 35,1 28.06.19 | 33,2 07.07.15 | 35,4 23.08.23 | 29,8 05.09.06 | 26,7 01.10.23 | 18,7 02.11.20  | 17,8 31.12.21  | 35,4 2023  |
| Précipitations (mm)                   | 64,2           | 55,4           | 61,3           | 81,8           | 91,5          | 72,1          | 53,6          | 62,5          | 64,6          | 92            | 103,5          | 73,1           | 875,6      |

### Milieux naturels et biodiversité

#### Espaces protégés
La protection réglementaire est le mode d’intervention le plus fort pour préserver des espaces naturels remarquables et leur biodiversité associée,.
La commune fait partie du parc naturel régional de l'Aubrac, créé par décret le 23 mai 2018 et occupant une superficie de 220 284 ha. Région rurale de moyenne montagne, l’Aubrac possède un patrimoine encore bien préservé. Son économie rurale, ses paysages, ses savoir-faire, son environnement et son patrimoine culturel reconnus n'en demeurent pas moins vulnérables et menacés et c'est à ce titre que cette zone a été protégée,.

#### Réseau Natura 2000

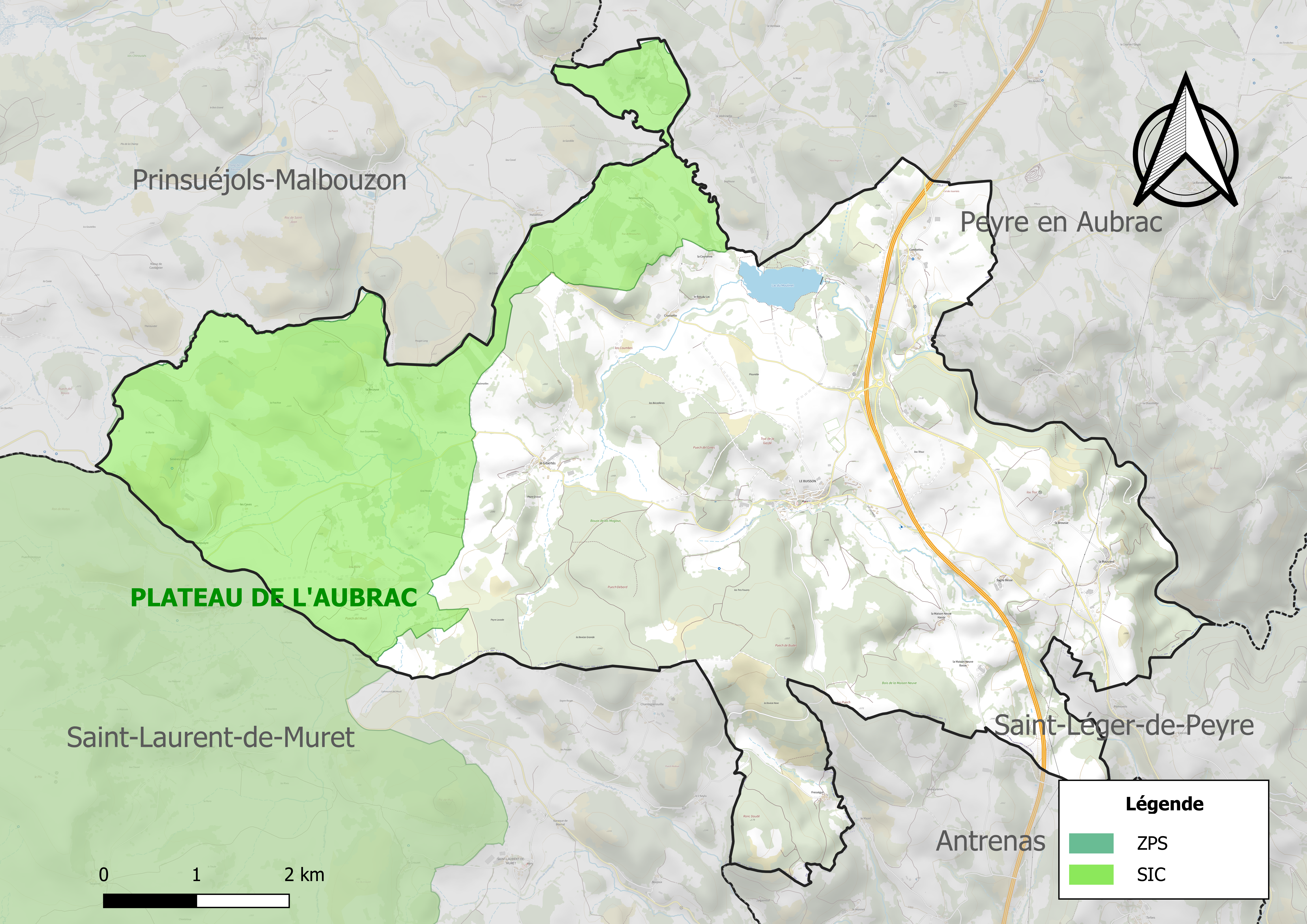
Site Natura 2000 sur le territoire communal.

Le réseau Natura 2000 est un réseau écologique européen de sites naturels d'intérêt écologique élaboré à partir des directives habitats et oiseaux, constitué de zones spéciales de conservation (ZSC) et de zones de protection spéciale (ZPS).
Un site Natura 2000 a été défini sur la commune au titre de la directive habitats : le « plateau de l'Aubrac », d'une superficie de 25 475 ha, un site comportant un grand nombre de tourbières abritant une flore très spécialisée : plantes carnivores, linaigrettes, et certaines espèces relictes des dernières glaciations comme la Ligulaire de Sibérie.

#### Zones naturelles d'intérêt écologique, faunistique et floristique
L’inventaire des zones naturelles d'intérêt écologique, faunistique et floristique (ZNIEFF) a pour objectif de réaliser une couverture des zones les plus intéressantes sur le plan écologique, essentiellement dans la perspective d’améliorer la connaissance du patrimoine naturel national et de fournir aux différents décideurs un outil d’aide à la prise en compte de l’environnement dans l’aménagement du territoire.
Deux ZNIEFF de type 1 sont recensées sur la commune :
la « rivière de la Crueize en amont du lac du Moulinet » (131 ha), couvrant 3 communes du département, et
la « rivière de la Crueize en aval du lac du Moulinet et vallée de l'Enfer » (264 ha), couvrant 3 communes du département
et une ZNIEFF de type 2, :
le « plateau de l'Aubrac lozérien » (28 285 ha), couvrant 18 communes dont une dans le Cantal et 17 dans la Lozère.

Cartes des ZNIEFF de type 1 et 2 au Buisson.
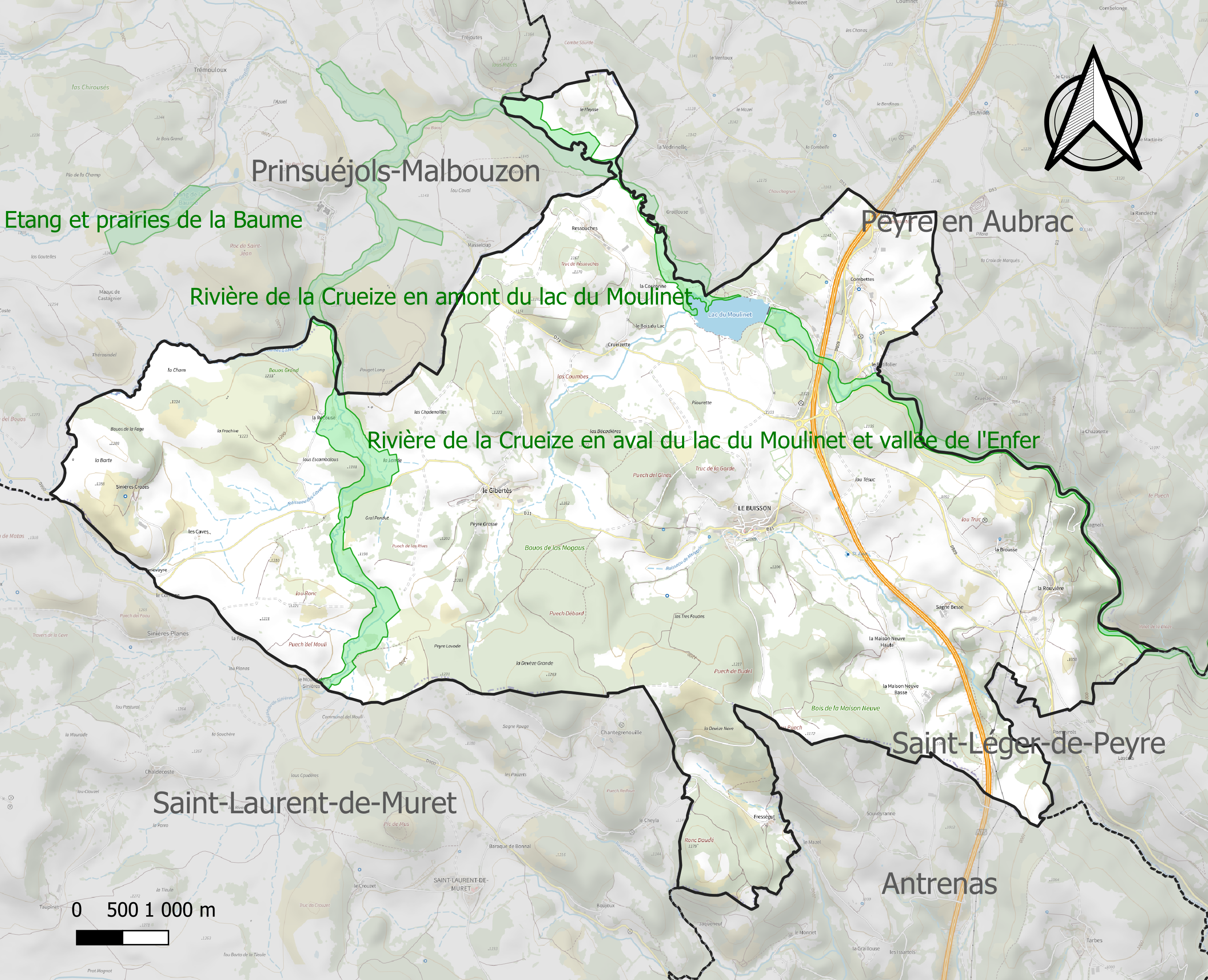
Carte des ZNIEFF de type 1 sur la commune.
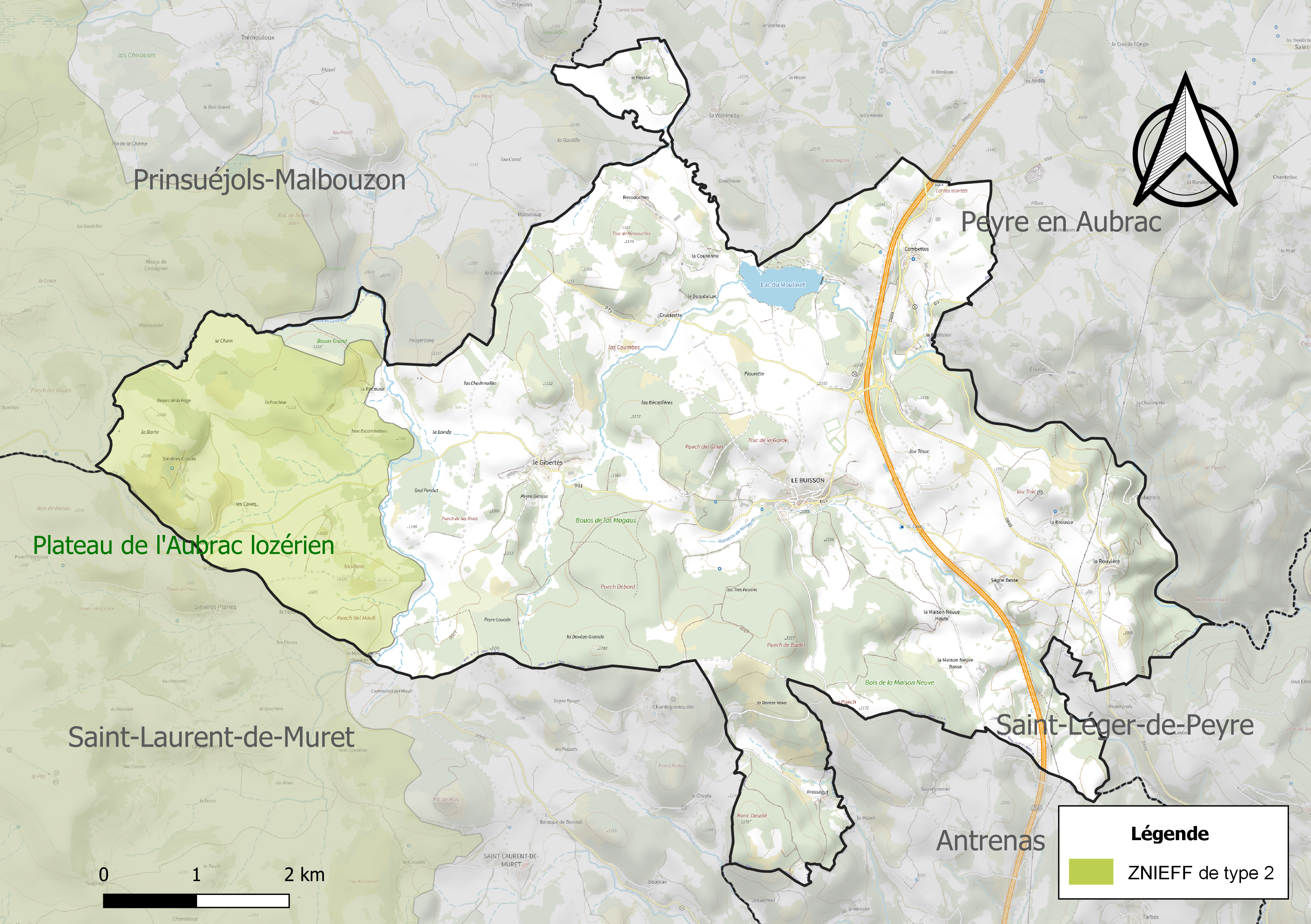
Carte de la ZNIEFF de type 2 sur la commune.

## Urbanisme

### Typologie
Au 1er janvier 2024, Le Buisson est catégorisée commune rurale à habitat très dispersé, selon la nouvelle grille communale de densité à sept niveaux définie par l'Insee en 2022.
Elle est située hors unité urbaine. Par ailleurs la commune fait partie de l'aire d'attraction de Marvejols, dont elle est une commune de la couronne,. Cette aire, qui regroupe 10 communes, est catégorisée dans les aires de moins de 50 000 habitants,.

### Occupation des sols
L'occupation des sols de la commune, telle qu'elle ressort de la base de données européenne d’occupation biophysique des sols Corine Land Cover (CLC), est marquée par l'importance des forêts et milieux semi-naturels (58,8 % en 2018), en diminution par rapport à 1990 (60,7 %). La répartition détaillée en 2018 est la suivante :
forêts (40,2 %), prairies (21,7 %), zones agricoles hétérogènes (19,5 %), milieux à végétation arbustive et/ou herbacée (18,6 %). L'évolution de l’occupation des sols de la commune et de ses infrastructures peut être observée sur les différentes représentations cartographiques du territoire : la carte de Cassini (XVIIIe siècle), la carte d'état-major (1820-1866) et les cartes ou photos aériennes de l'IGN pour la période actuelle (1950 à aujourd'hui).

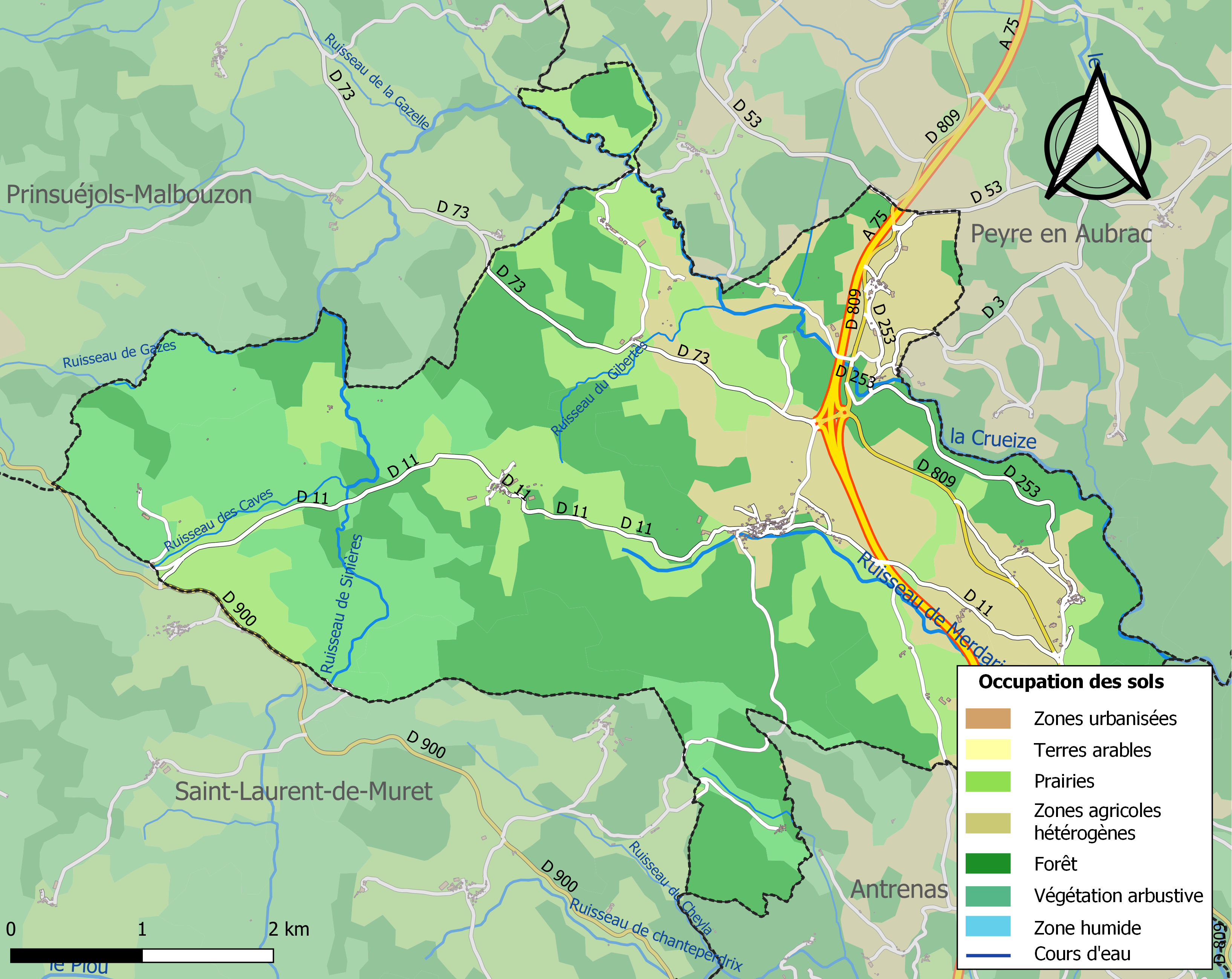
Carte des infrastructures et de l'occupation des sols de la commune en 2018 (CLC).

### Risques majeurs
Le territoire de la commune du Buisson est vulnérable à différents aléas naturels : météorologiques (tempête, orage, neige, grand froid, canicule ou sécheresse), feux de forêts et séisme (sismicité faible). Il est également exposé à un risque technologique, le transport de matières dangereuses, et à un risque particulier : le risque de radon. Un site publié par le BRGM permet d'évaluer simplement et rapidement les risques d'un bien localisé soit par son adresse soit par le numéro de sa parcelle.

#### Risques naturels
Le Buisson est exposée au risque de feu de forêt. Un plan départemental de protection des forêts contre les incendies (PDPFCI) a été approuvé en décembre 2014 pour la période 2014-2023. Les mesures individuelles de prévention contre les incendies sont précisées par divers arrêtés préfectoraux et s’appliquent dans les zones exposées aux incendies de forêt et à moins de 200 mètres de celles-ci. L’arrêté du 23 mars 2018, complété par un arrêté de 2020, réglemente l'emploi du feu en interdisant notamment d’apporter du feu, de fumer et de jeter des mégots de cigarette dans les espaces sensibles et sur les voies qui les traversent sous peine de sanctions. L'arrêté du 23 août 2021, abrogeant un arrêté de 2002, rend le débroussaillement obligatoire, incombant au propriétaire ou ayant droit,,.

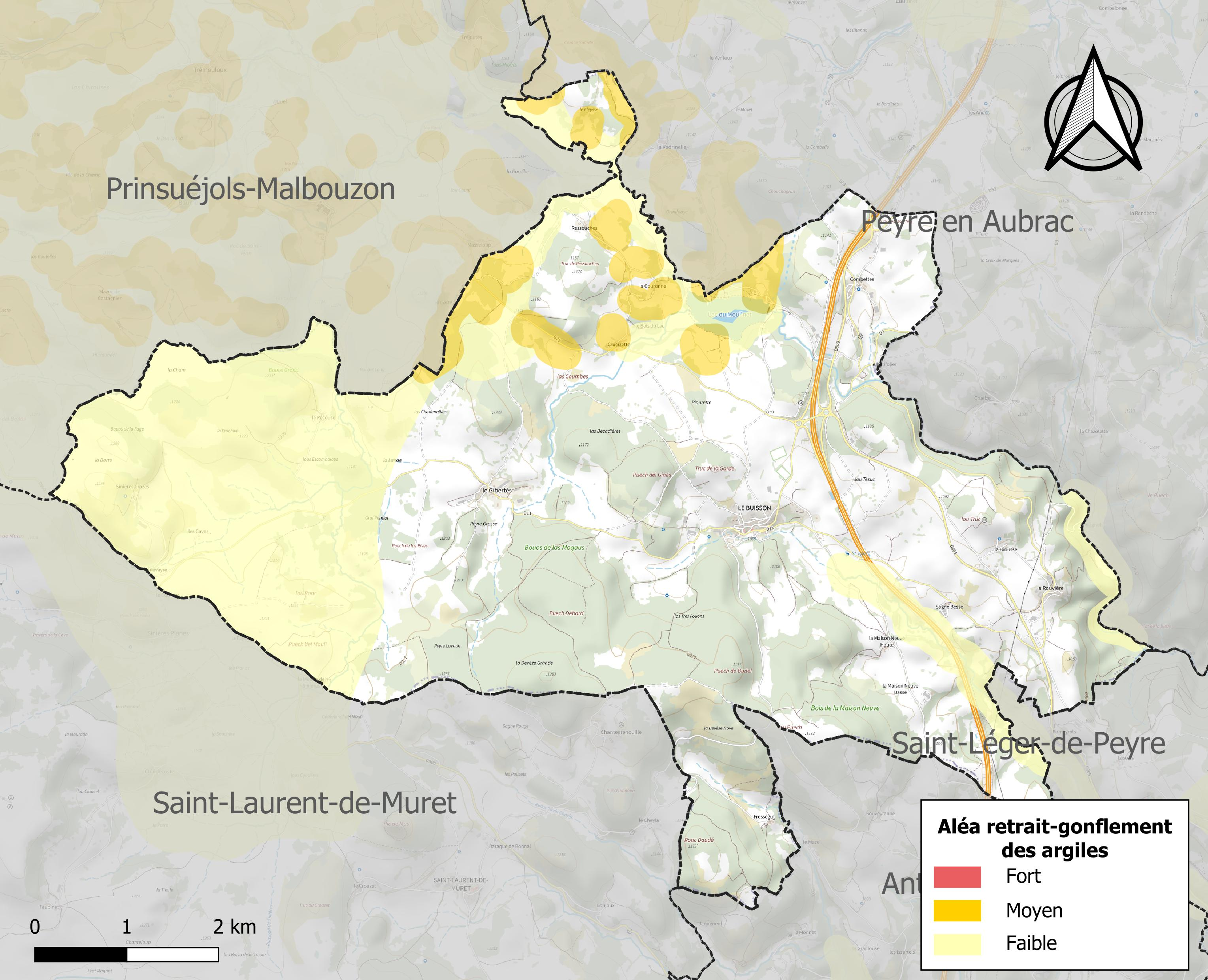
Carte des zones d'aléa retrait-gonflement des sols argileux du Buisson.

Le retrait-gonflement des sols argileux est susceptible d'engendrer des dommages importants aux bâtiments en cas d’alternance de périodes de sécheresse et de pluie. 5,4 % de la superficie communale est en aléa moyen ou fort (15,8 % au niveau départemental et 48,5 % au niveau national). Sur les 158 bâtiments dénombrés sur la commune en 2019, 7 sont en aléa moyen ou fort, soit 4 %, à comparer aux 14 % au niveau départemental et 54 % au niveau national. Une cartographie de l'exposition du territoire national au retrait gonflement des sols argileux est disponible sur le site du BRGM,.
Par ailleurs, afin de mieux appréhender le risque d’affaissement de terrain, l'inventaire national des cavités souterraines permet de localiser celles situées sur la commune.
La commune a été reconnue en état de catastrophe naturelle au titre des dommages causés par les inondations et coulées de boue survenues en 1982, 1994 et 2003.

#### Risques technologiques
Le risque de transport de matières dangereuses sur la commune est lié à sa traversée par des infrastructures routières ou ferroviaires importantes ou la présence d'une canalisation de transport d'hydrocarbures. Un accident se produisant sur de telles infrastructures est susceptible d’avoir des effets graves sur les biens, les personnes ou l'environnement, selon la nature du matériau transporté. Des dispositions d’urbanisme peuvent être préconisées en conséquence.

#### Risque particulier
Dans plusieurs parties du territoire national, le radon, accumulé dans certains logements ou autres locaux, peut constituer une source significative d’exposition de la population aux rayonnements ionisants. Certaines communes du département sont concernées par le risque radon à un niveau plus ou moins élevé. Selon la classification de 2018, la commune du Buisson est classée en zone 3, à savoir zone à potentiel radon significatif.

## Histoire
- Le château du Buisson, situé sur la terre du baron de Peyre, a longtemps été une possession du monastère Saint-Sauveur-de-Chirac (paroisse du Monastier, aujourd'hui commune de Bourgs sur Colagne). Il a en effet été cédé par Astorg à son oncle Aldebert, prieur du monastère, en 1235[28].

## Politique et administration

### Découpage territorial
La commune du Buisson est membre de la communauté de communes du Gévaudan, un établissement public de coopération intercommunale (EPCI) à fiscalité propre créé le 30 décembre 2003 dont le siège est à Marvejols. Ce dernier est par ailleurs membre d'autres groupements intercommunaux.
Sur le plan administratif, elle est rattachée à l'arrondissement de Mende, à la circonscription administrative de l'État de la Lozère et à la région Occitanie.
Sur le plan électoral, elle dépend du canton de Peyre en Aubrac pour l'élection des conseillers départementaux, depuis le redécoupage cantonal de 2014 entré en vigueur en 2015, et de la circonscription de la Lozère  pour les élections législatives, depuis le dernier découpage électoral de 2010.

### Liste des maires
| Période  | Période  | Identité                     | Étiquette | Qualité |
| -------- | -------- | ---------------------------- | --------- | ------- |
| ?        | 1808     | Guillaume Planchon           | -         | -       |
| 1808     | 1832     | David Huguet                 | -         | -       |
| 1832     | 1834     | Stanislas Benoit             | -         | -       |
| 1834     | 1834     | Pierre-André Planchon        | -         | -       |
| 1834     | 1880     | Guillaume Stanislas Planchon | -         | -       |
| 1880     | mai 1881 | Pierre-Jean Gerbal           | -         | -       |
| mai 1881 | 1888     | Paulin Laurens               | -         | -       |
| 1888     | 1900     | Sylvain Mas                  | -         | -       |
| 1900     | 1924     | Paulin Brun                  | -         | -       |
| 1924     | 1935     | Jean Baptiste Portalier      | -         | -       |
| 1935     | 1940     | Sylvain Prouhèze             | -         | -       |
| 1940     | 1965     | Henri Hermet                 | -         | -       |
| 1965     | 1971     | Flavien Cavalier             | -         | -       |
| 1971     | 2001     | Casimir Brassac              | SE        | -       |
| 2001     | 2020     | Gérard Hermet                | SE        | -       |
| 2020     | En cours | Vincent Remise               | SE        | -       |

## Démographie
L'évolution du nombre d'habitants est connue à travers les recensements de la population effectués dans la commune depuis 1793. Pour les communes de moins de 10 000 habitants, une enquête de recensement portant sur toute la population est réalisée tous les cinq ans, les populations de référence des années intermédiaires étant quant à elles estimées par interpolation ou extrapolation. Pour la commune, le premier recensement exhaustif entrant dans le cadre du nouveau dispositif a été réalisé en 2007.

En 2022, la commune comptait 221 habitants, en évolution de −3,91 % par rapport à 2016 (Lozère : +0,11 %, France hors Mayotte : +2,11 %).
| 1793 | 1800 | 1806 | 1821 | 1831 | 1836 | 1841 | 1846 | 1851 |
| ---- | ---- | ---- | ---- | ---- | ---- | ---- | ---- | ---- |
| 682  | 640  | 779  | 742  | 846  | 590  | 614  | 613  | 611  |

| 1856 | 1861 | 1866 | 1872 | 1876 | 1881 | 1886 | 1891 | 1896 |
| ---- | ---- | ---- | ---- | ---- | ---- | ---- | ---- | ---- |
| 602  | 611  | 584  | 533  | 602  | 573  | 544  | 592  | 551  |

| 1901 | 1906 | 1911 | 1921 | 1926 | 1931 | 1936 | 1946 | 1954 |
| ---- | ---- | ---- | ---- | ---- | ---- | ---- | ---- | ---- |
| 543  | 573  | 502  | 410  | 374  | 367  | 375  | 332  | 313  |

| 1962 | 1968 | 1975 | 1982 | 1990 | 1999 | 2006 | 2007 | 2012 |
| ---- | ---- | ---- | ---- | ---- | ---- | ---- | ---- | ---- |
| 272  | 265  | 220  | 224  | 188  | 210  | 207  | 207  | 238  |

| 2017 | 2022 | - | - | - | - | - | - | - |
| ---- | ---- | - | - | - | - | - | - | - |
| 224  | 221  | - | - | - | - | - | - | - |

## Économie

### Revenus
En 2018, la commune compte 97 ménages fiscaux, regroupant 243 personnes. La médiane du revenu disponible par unité de consommation est de 17 860 € (20 420 € dans le département).

### Emploi
|                | 2008  | 2013  | 2018  |
| -------------- | ----- | ----- | ----- |
| Commune        | 3 %   | 5,3 % | 6,6 % |
| Département    | 5 %   | 6,4 % | 7,1 % |
| France entière | 8,3 % | 10 %  | 10 %  |

En 2018, la population âgée de 15 à 64 ans s'élève à 151 personnes, parmi lesquelles on compte 82,9 % d'actifs (76,3 % ayant un emploi et 6,6 % de chômeurs) et 17,1 % d'inactifs,. Depuis 2008, le taux de chômage communal (au sens du recensement) des 15-64 ans est inférieur à celui de la France et du département.
La commune fait partie de la couronne de l'aire d'attraction de Marvejols, du fait qu'au moins 15 % des actifs travaillent dans le pôle,. Elle compte 69 emplois en 2018, contre 67 en 2013 et 68 en 2008. Le nombre d'actifs ayant un emploi résidant dans la commune est de 117, soit un indicateur de concentration d'emploi de 58,8 % et un taux d'activité parmi les 15 ans ou plus de 72,3 %.
Sur ces 117 actifs de 15 ans ou plus ayant un emploi, 46 travaillent dans la commune, soit 39 % des habitants. Pour se rendre au travail, 72 % des habitants utilisent un véhicule personnel ou de fonction à quatre roues, 0,8 % les transports en commun, 11 % s'y rendent en deux-roues, à vélo ou à pied et 16,1 % n'ont pas besoin de transport (travail au domicile).

## Culture locale et patrimoine

### Lieux et monuments

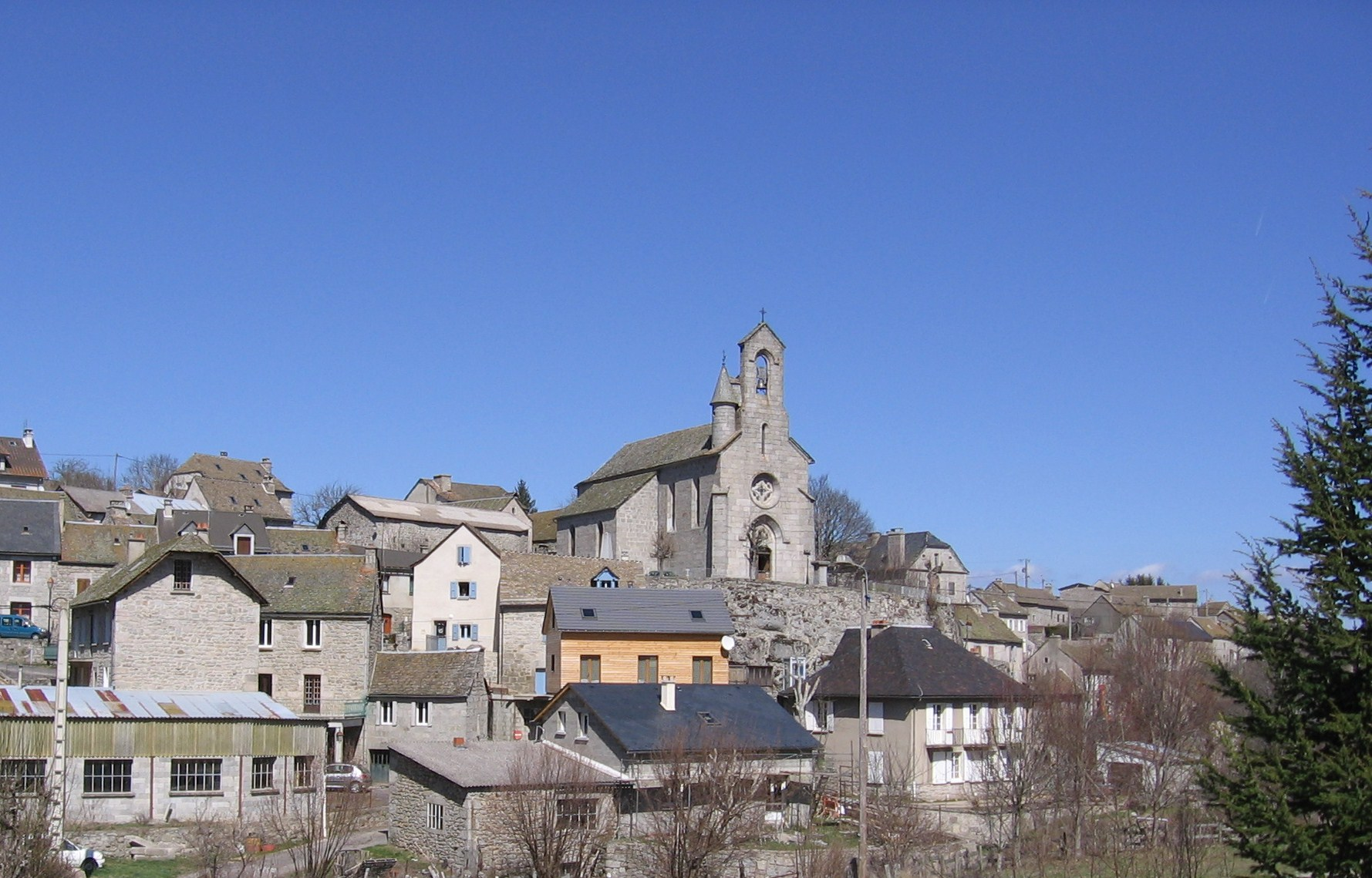
L'église en avril 2008.

- L'église paroissiale, dédiée à sainte Anne, fut construite dans les années 1850. L'ancienne église paroissiale était une chapelle dédiée à saint Martin, dont l'emplacement est certainement au lieu de l'actuel cimetière. Au vu de l'état de délabrement de cette chapelle, et du fait qu'elle paraissait très exiguë alors que la population ne cessait de croître, le conseil municipal décida, au milieu du XIXe siècle, de la reconstruire. Il parut impossible de rénover l'existant, ou de reconstruire une nouvelle église au même emplacement ; c'est pourquoi le choix s'est tourné vers un terrains situé plus en hauteur, communément appelé "lou castel". Ce terrain était composé d'un pré donné par DE FRAMOND et d'un jardin vendu par PORTALIER. Afin d’alléger le coût de cette nouvelle église, il fut décidé de raser l'ancienne chapelle et d'en récupérer les matériaux.
- Sur la statue de la Vierge Marie, située à côté de l'église, figure l'inscription suivante : « élevée en 1888 suivant la volonté de G. S. PLANCHON »
- le viaduc de Crueize.
- la vallée de l'Enfer.
- le parc à loups du Gévaudan.
- Le lac du Moulinet.